# Patattenmolen
De Patattenmolen of Plaatsemolen in Opstal is een romp van een 18e-eeuwse stenen windmolen van het type bovenkruier. Deze bestaat uit een romp, maalderij en een aanpalende woning die dienst doet als molenaarswoning.
De site is gelegen in de Krapstraat te Opstal, op ongeveer 2,5 kilometer ten zuidwesten van de kerk van Buggenhout.

## Geschiedenis
Ten gevolge van de industrialisatie, toenemende automatisering en concurrentie met nieuwe technologie op productievlak, bevindt het efficiënt gebruik van molens in Vlaanderen zich in een sterk dalende lijn. Hierdoor worden molens niet meer onderhouden, komen deze in verval terecht en worden deze bijgevolg verwijderd uit het destijds gekende straatbeeld. In de provincie Oost-Vlaanderen zijn slechts 35 windmolens en 55 watermolens doorheen de tijd bewaard gebleven. Een van deze bewaarde molens is de Patattenmolen, die reeds meer dan 200 jaar het uitzicht in het Oost-Vlaamse dorp Opstal, gelegen in de gemeente Buggenhout, domineert.
De benaming van de molen geeft een verwijzing naar de oorsprong van het perceel. Eeuwen geleden werden hier namelijk de eerste Buggenhoutse aardappelen geteeld. De molen werd opgericht tussen 1796 en 1801 door de heer Joannes Emmanuel Van Regemorter.
Volgens kadastrale gegevens in het lokale kadaster werd de oorspronkelijke molenaarswoning gesloopt in 1864 en bijgevolg vervangen door het reeds nog bestaande huis. Samen met het woonhuis werd ook de aanpalende stalling gebouwd, die destijds dienst deed als maalderij.
In 1869 werd de molen verhoogd en werden hierbij nieuwe vensters ingebracht op de zolder. Tevens werd de molen voorzien van een belt, met het oog op een betere windvang. Tijdens de Eerste Wereldoorlog in 1914 werd de molen ernstig beschadigd door kogelinslagen.
In 1921 werd de romp omgevormd en werden diverse vensters op de steenzolder dichtgemetseld. Er werd gebruik gemaakt van een mechanische maalderij die werd aangedreven door een dieselmotor. Het duurde echter tot 1975 eer deze werd vervangen door een elektromotor.
Tijdens het begin van de 21ste eeuw besliste de gemeente Buggenhout om de gehele site een nieuwe bestemming te geven. De molenaarswoning krijgt een herbestemming tot vergaderzaal met een aanpalende openbare bibliotheek. De molen zelf werd tussen 2011 en 2015 in verschillende fasen gerestaureerd, maar is tot op heden nog steeds niet toegankelijk voor publiek.

## Vorige eigenaars
- 1796-1801: Van Regemorter Joannes Emmanuel, molenaar
- 1816: Cornelius Hertsens, molenaar
- 1826: Josephus Eeckhout, halfbroer van Cornelius Hertsens, molenaar
- 25/04/1863: Victor Eeckhout, molenaar
- 27/07/1872: Weduwe en de kinderen van Victor Eeckhout
- 23/12/1897: Louis Eeckhout
- 20/12/1920: Einde vruchtgebruik familie Eeckhout-Van Spittael Louis Emile
- 18/03/1946: Familie Eeckhout-De Leebeeck Joseph Leo
- 30/03/1981: Erfenis naar de kinderen
- 2005: De gemeente Buggenhout kocht de gehele site op

## Molenbiotoop
Het windmolenbiotoop is de nabije omgeving rondom een molen en heeft een straal van minimaal 500 meter rondom de molen. Het is een cultuurlandschap dat wordt aangelegd door de mensheid ter stimulatie van de werking van de molen en zijn bijhorende productie. Het is een essentieel onderdeel waardoor de molen zoveel mogelijk tot zijn recht komt, maar door processen en toenemende ontwikkelingen in de 20e eeuw staan veel molenbiotopen echter onder druk. De open landschappen, gericht op een maximale windvang, maken stilaan plaats voor dichtbebouwde gebieden, iets wat rampzalig en nefast is voor de werking van de molen en zijn bijhorende productie.

## Vorm
De romp van de molen heeft een vaste, conische vorm. In de romp bevinden zich vierkante vensters die beschadigd zijn door verschillende kogelinslagen tijdens de Eerste Wereldoorlog. Helemaal bovenaan de romp bevindt zich de zolder. Deze werd dagelijks in gebruik genomen tot het installeren van de elektrische maalderij in de aanpalende stalling.

## Afbeeldingen

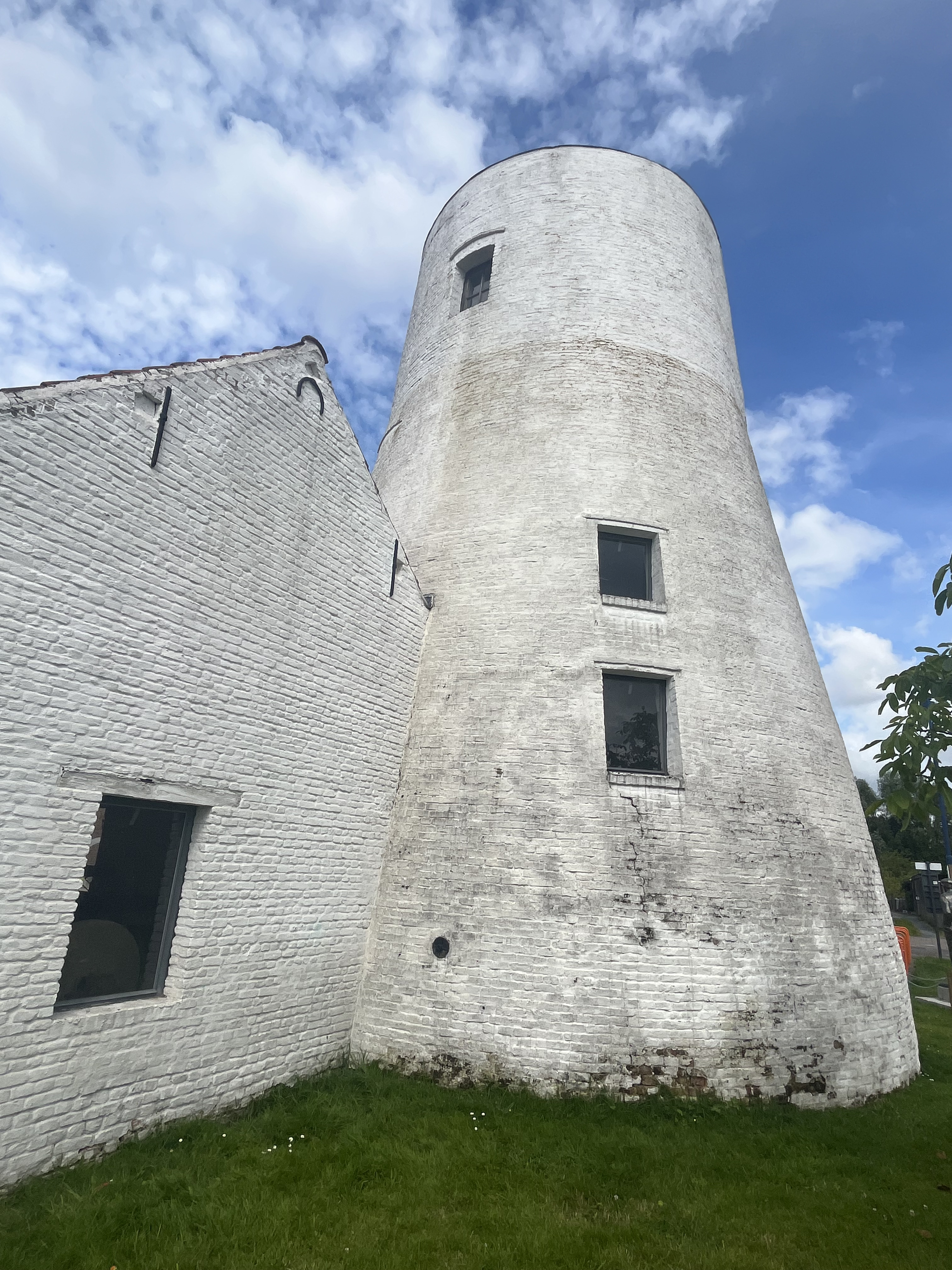
Achterzijde van Patattenmolen
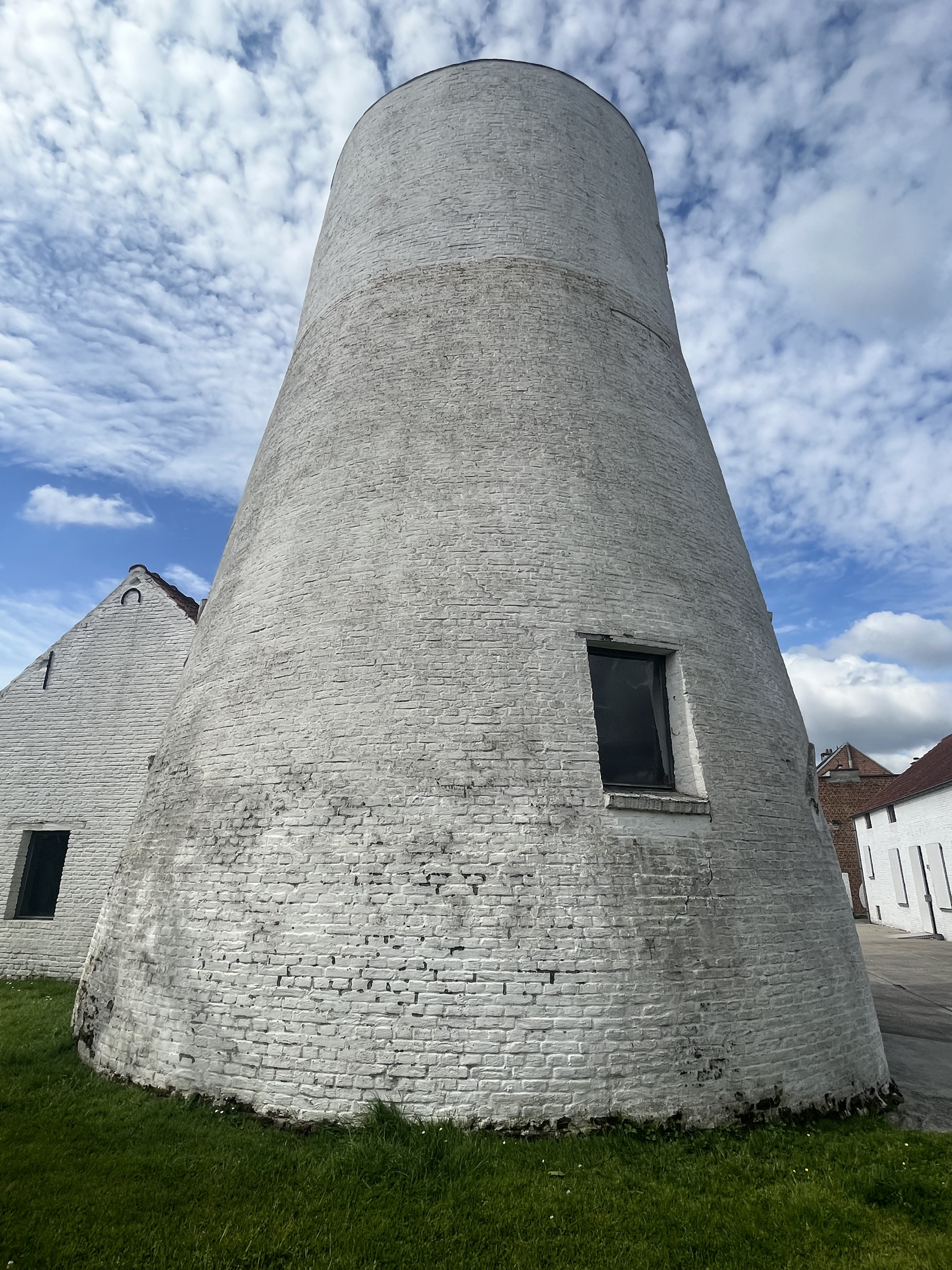
Zijaanzicht van Patattenmolen
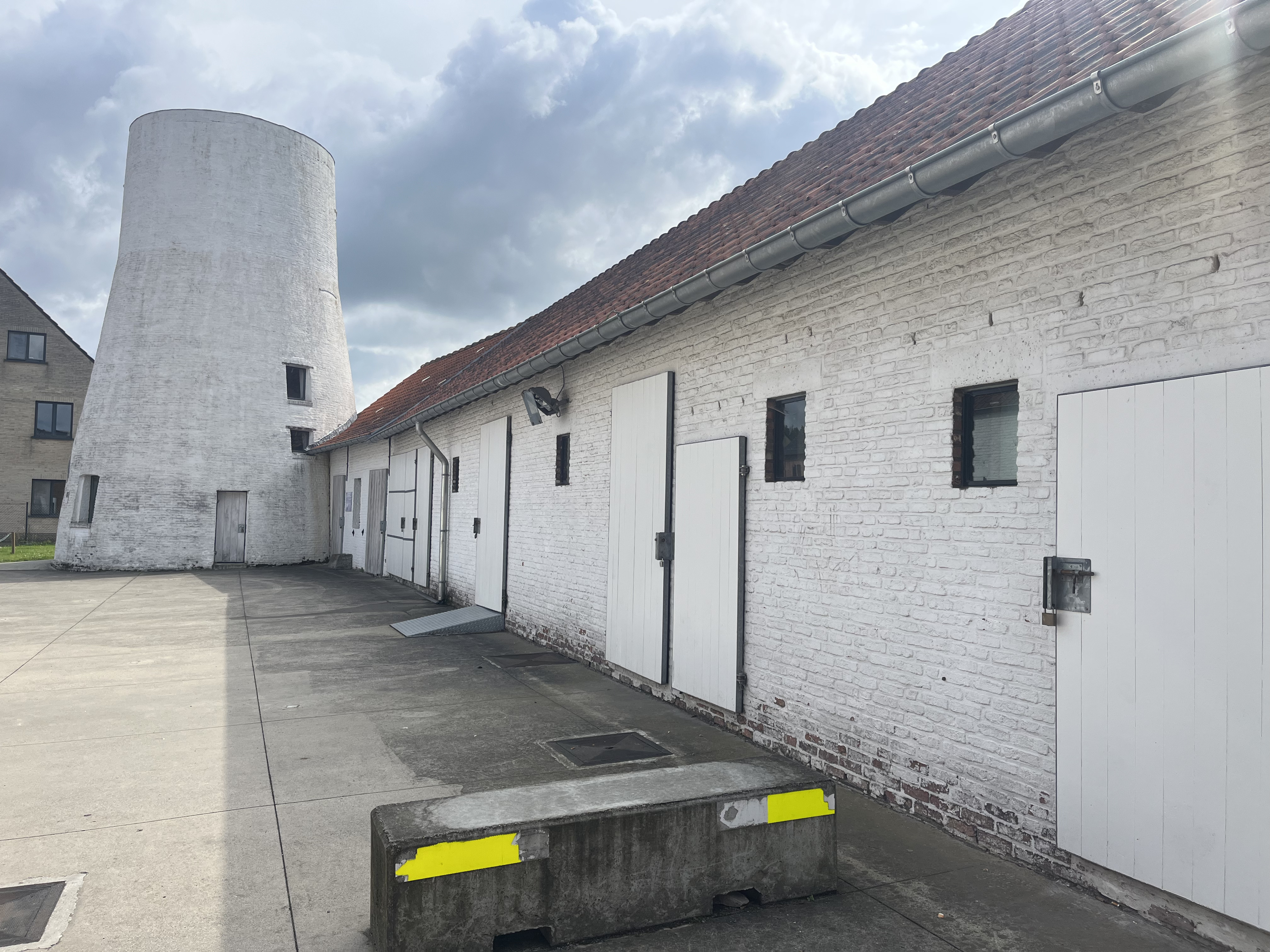
Patattenmolen met aanpalende maalderij
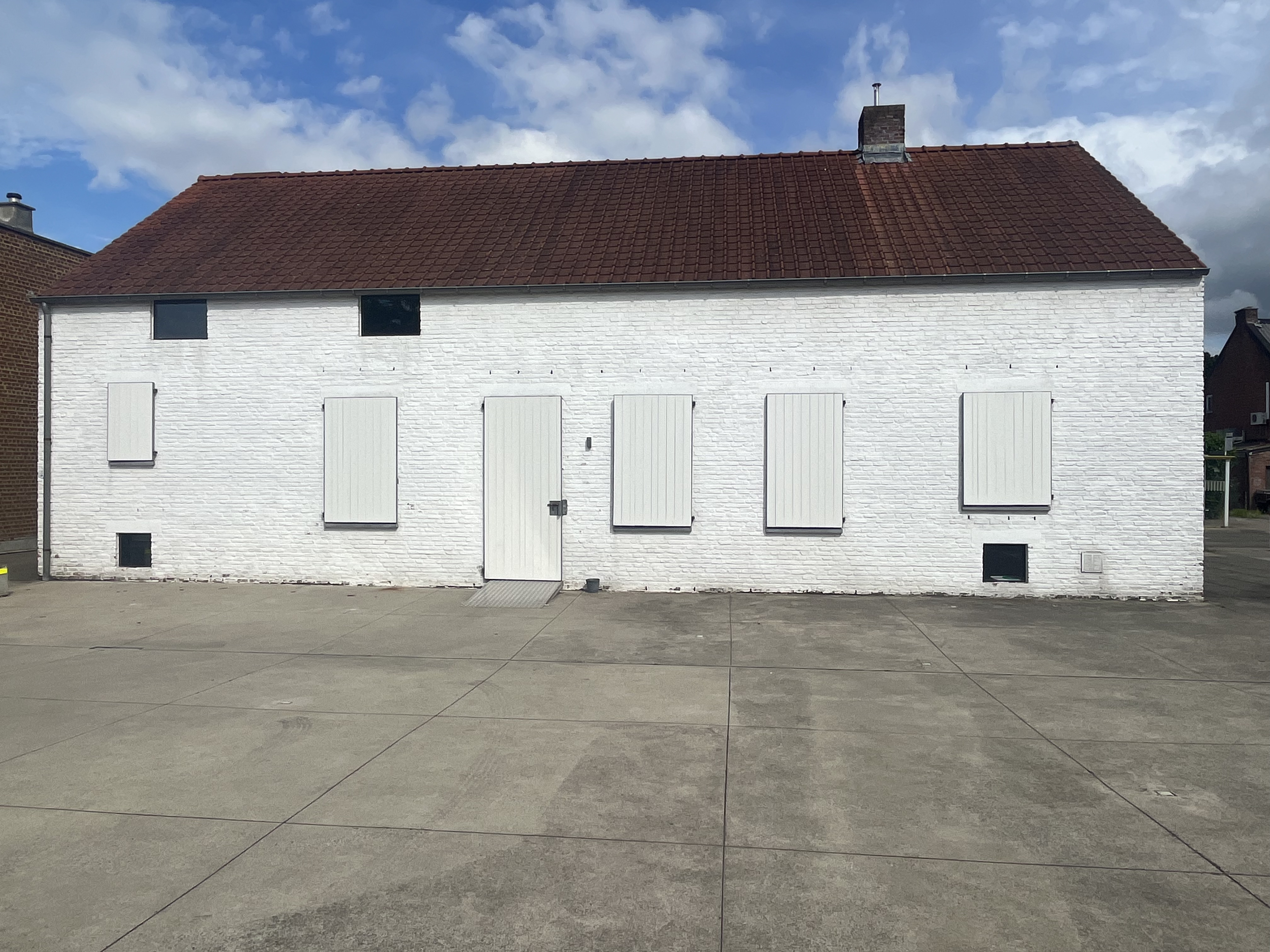
Frontaal zicht van aanpalende maalderij

Patattenmolen doorheen de tijd:

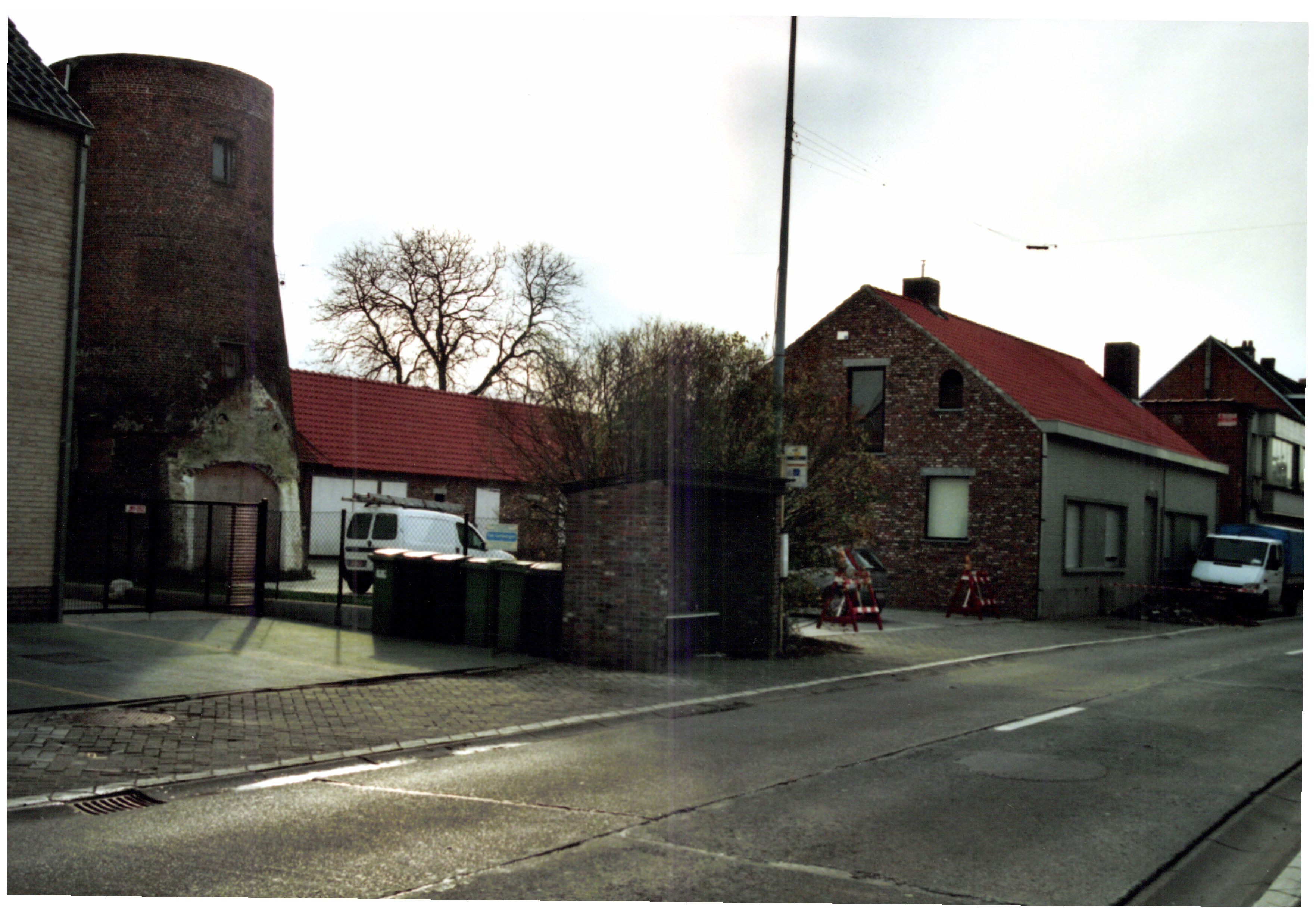
Patattenmolen met Maalderij
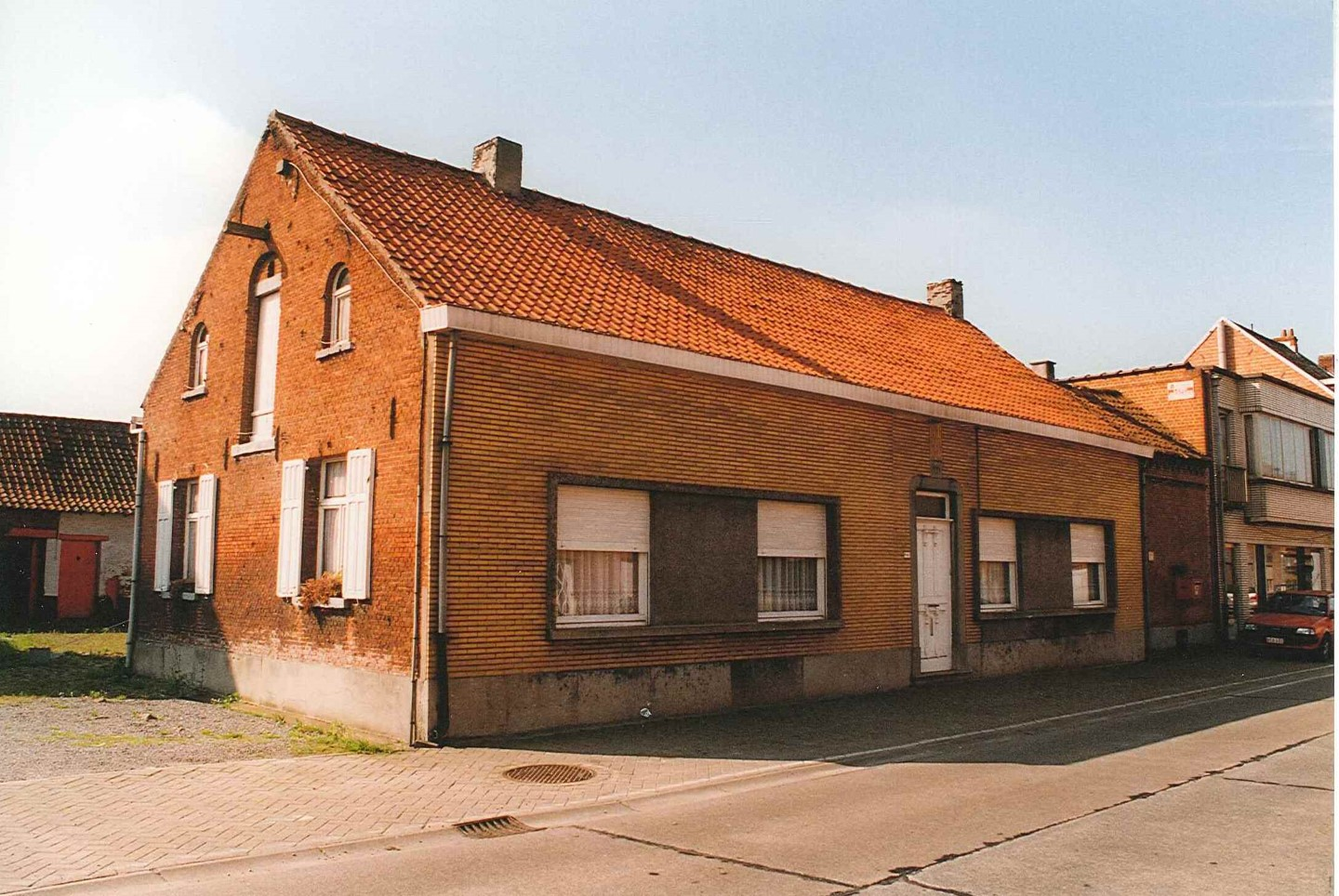
Molenaarswoning
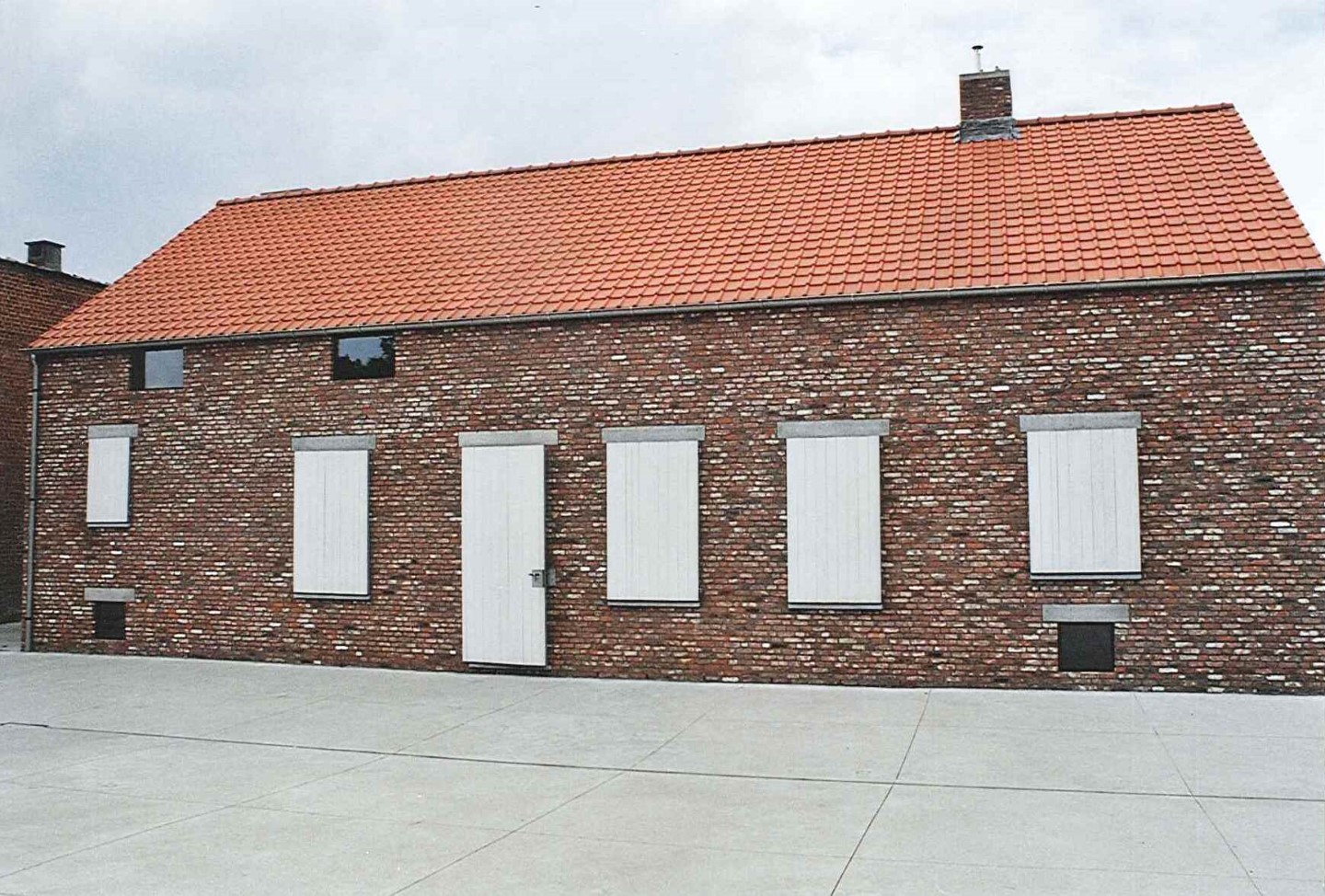
Aanpalende maalderij
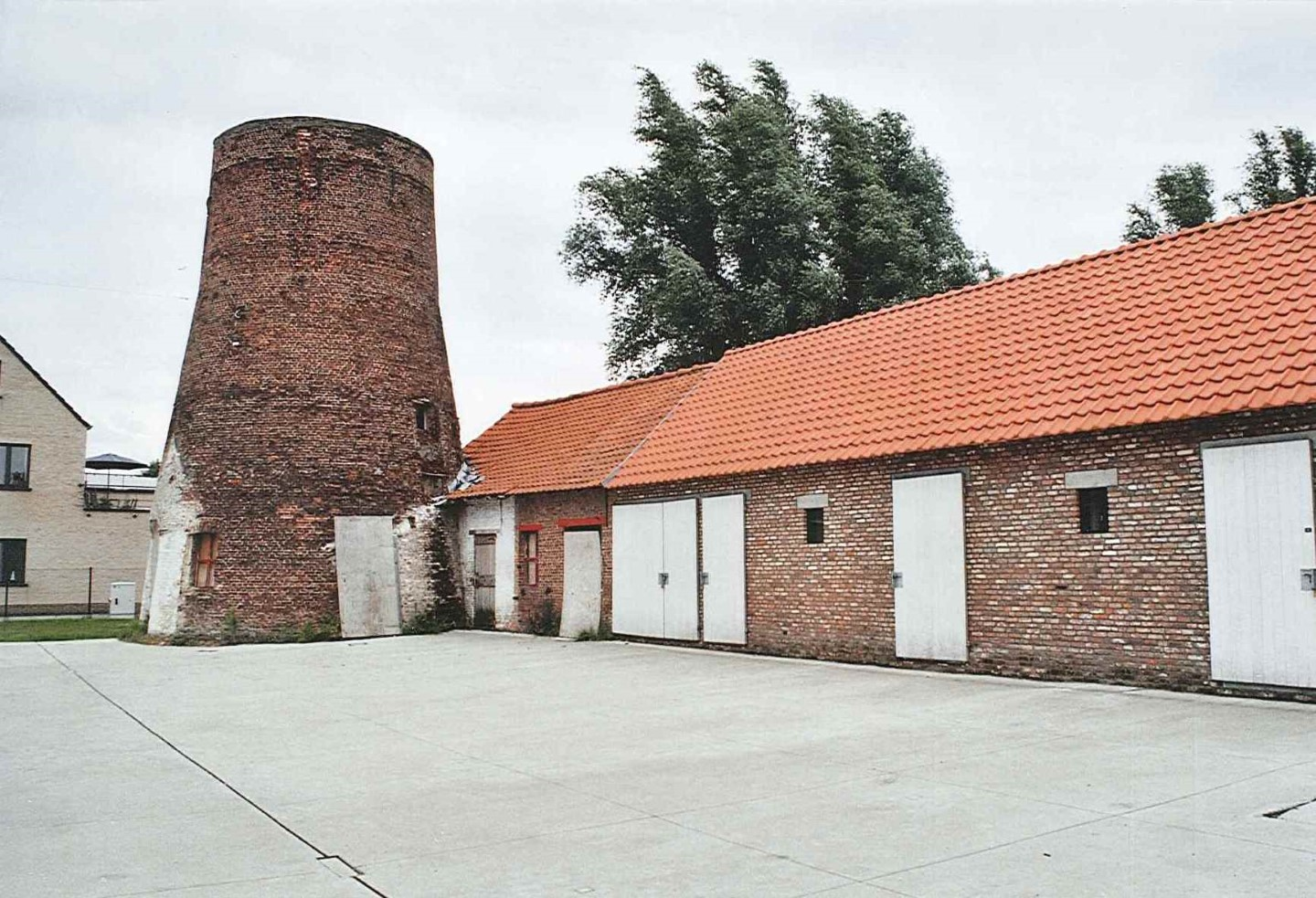
Patattenmolen met aanpalende maalderij
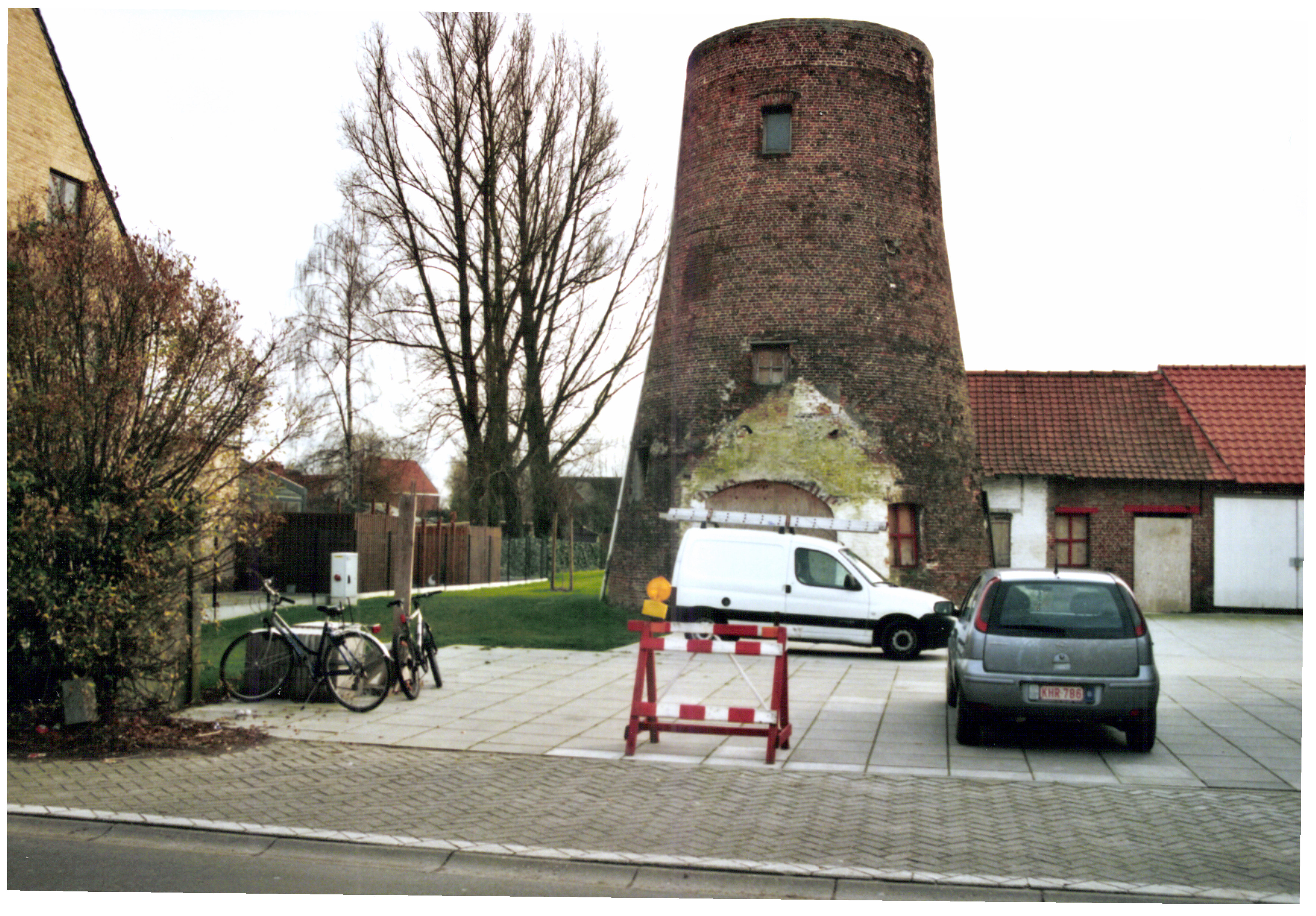

## Maalderij
Ten zuiden van de molen staat een aanpalend gebouw, hier werd op het gelijkvloers de maalderij geïnstalleerd. Deze bestaat uit vier maalstenen, die zich bevinden op een maalstoel met een hoogte van ongeveer 150 centimeter. De molenstenen worden aangedreven door een as die doorloopt tot in het naastgelegen machinegebouw. Onder elke maalsteen loopt een horizontale vijzel. Deze gaat over in een elevator die het meel naar de installatie bracht ter bewerking, deze is echter niet meer aanwezig. De graanbakken zijn wel nog aanwezig. De aandrijving van de maalderij gebeurde door een dieselmotor, die later werd vervangen door een elektromotor. In het machinegebouw stonden vroeger tevens een zaagmachine en slijpsteen maar deze zijn reeds verwijderd.

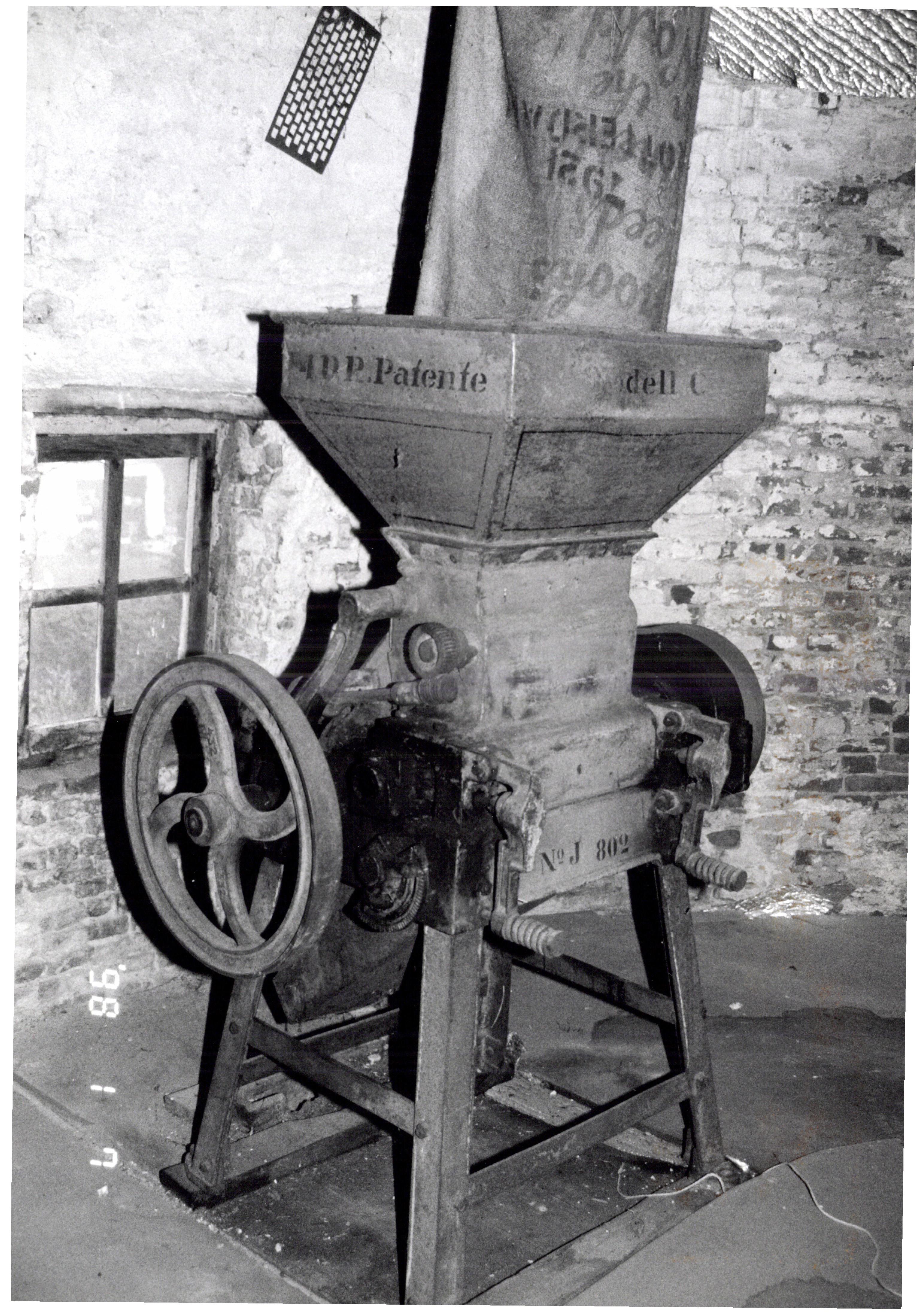
Opvangbak graan
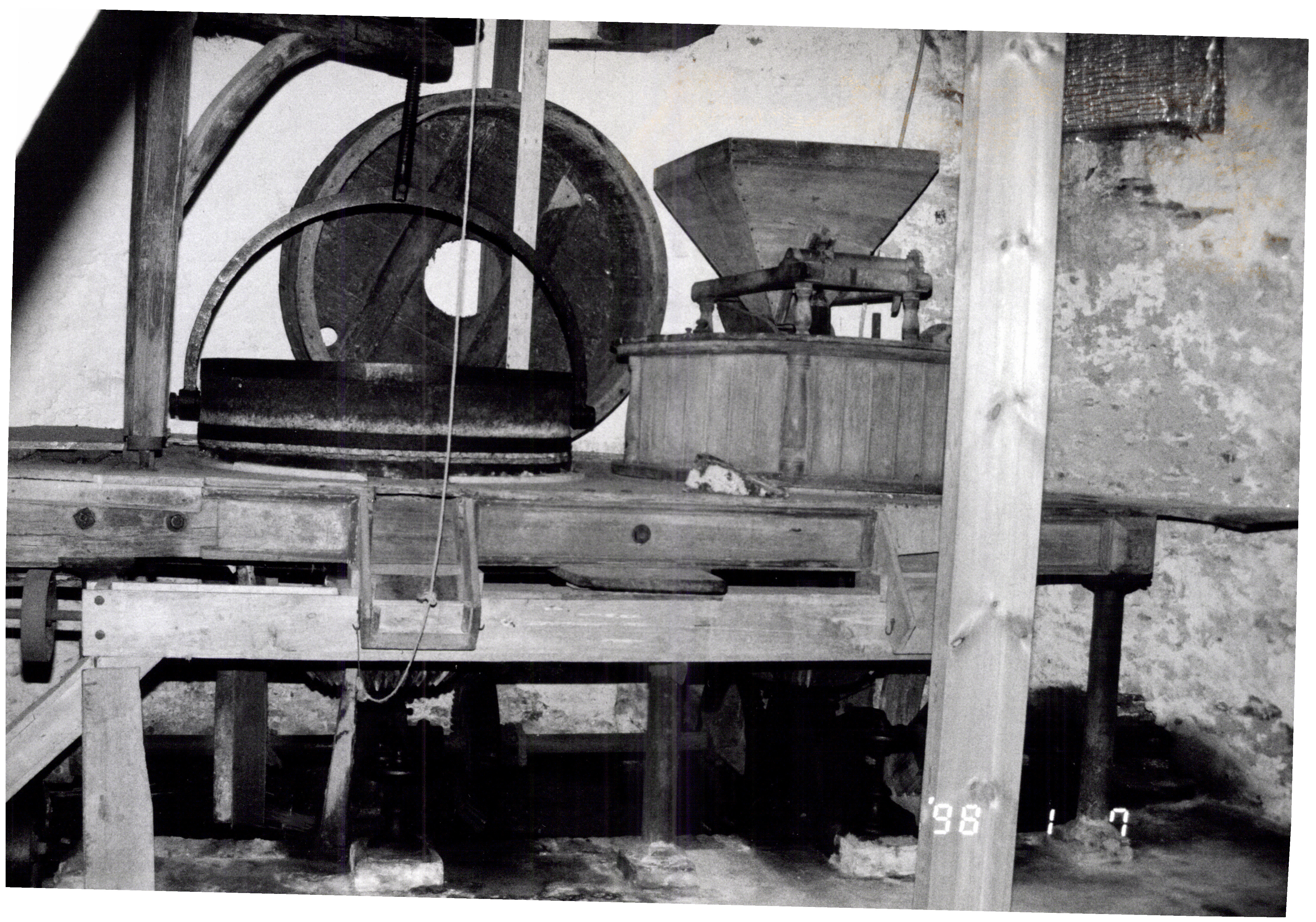
Installatie met opvangbak voor graan
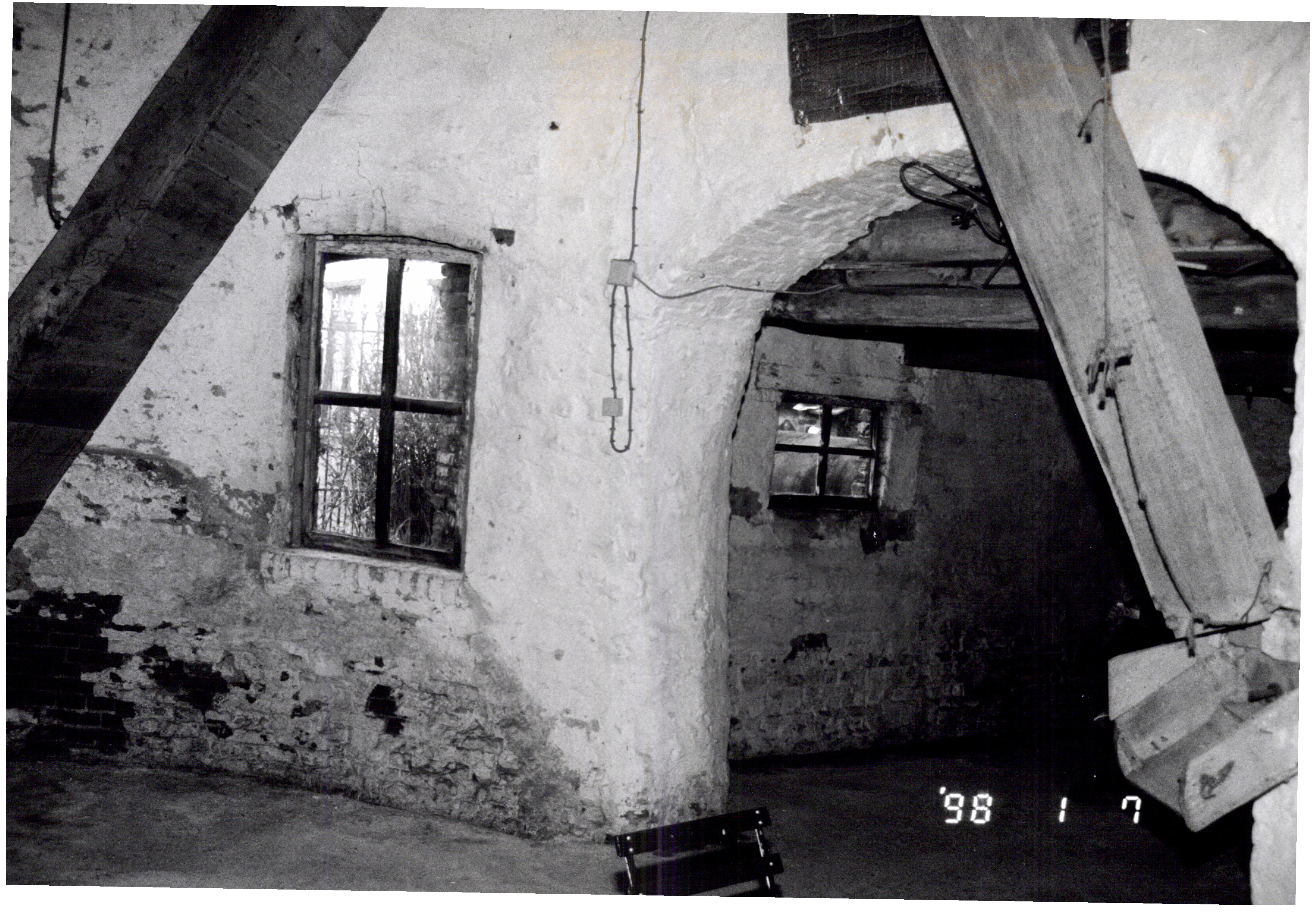
Opslagplaats in patattenmolen
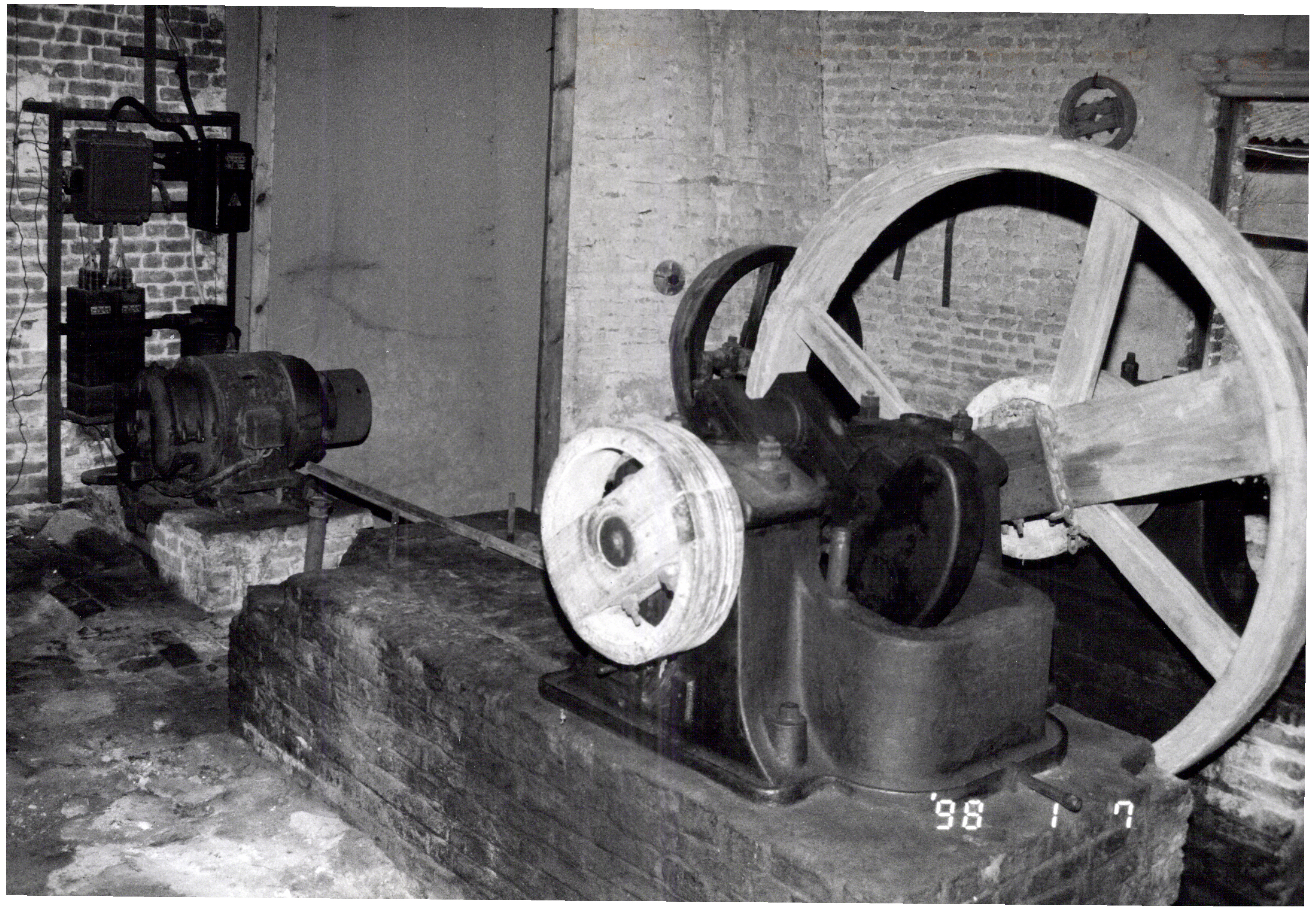
Aandrijving maalderij

## Molenaarswoning
Aan de straatkant bevindt zich nog steeds het voormalige molenaarshuis, daterend van 1864. Dit gebouw heeft reeds enkele renovaties achter de rug. Het betreft een gebouw met één bouwlaag onder een zadeldak. De grijs geschilderde voorgevel bevat een arduinen deuromlijsting, die tot op heden goed is bewaard gebleven. Op de gevelsteen bevindt zich het opschrift “V. Eeckhout-Peeters/1864”. De bakstenen van de zijgevels zijn vernieuwd met aangepaste vensters en twee rondboogvormige zoldervensters zijn aan het pand toegevoegd. Bij de renovatie werd de achtergevel vernieuwd en werden vensters met nieuwe hardstenen lateien geplaatst.

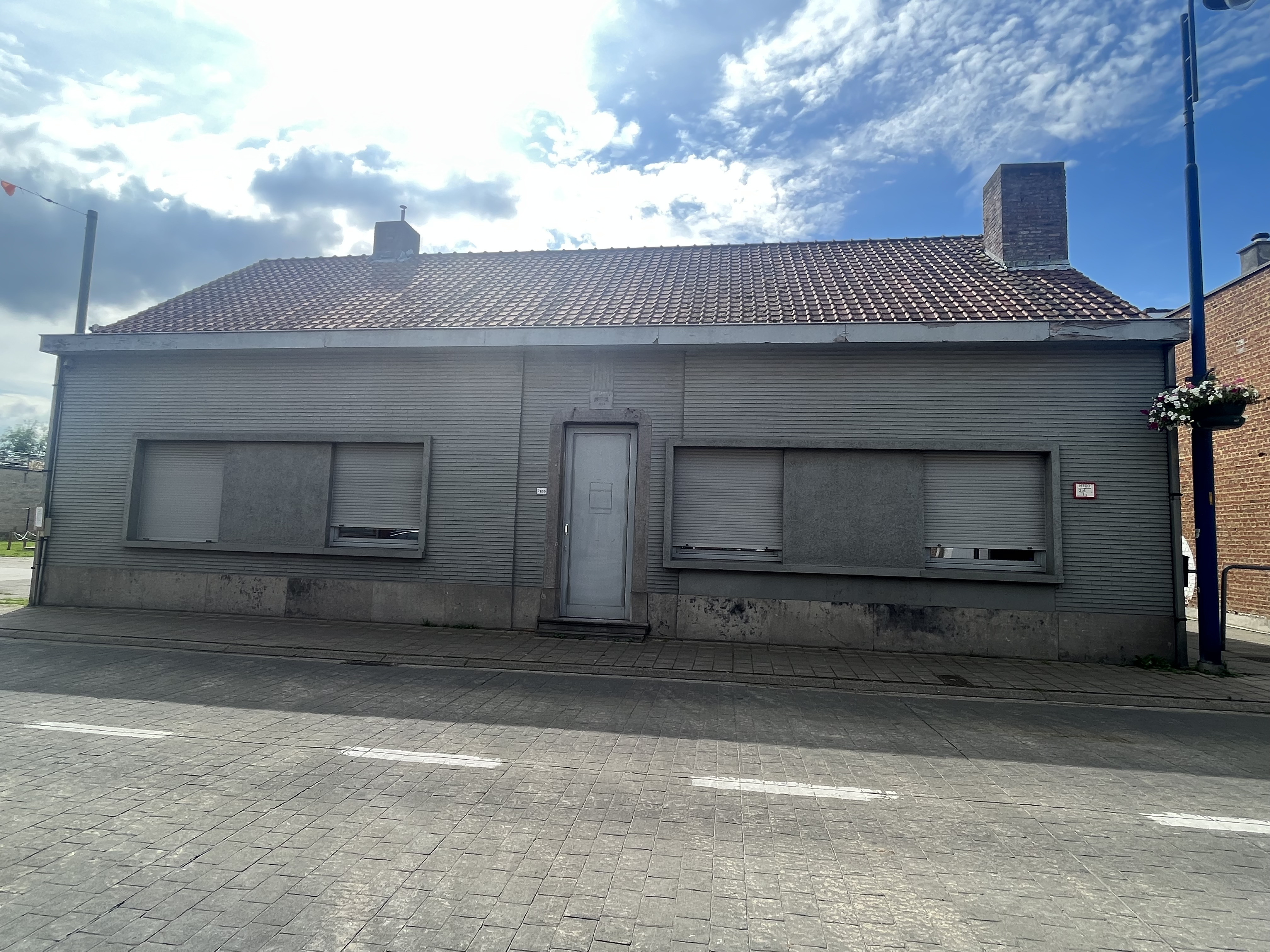
Bewaard gebleven molenaarswoning te Krapstraat, Opstal
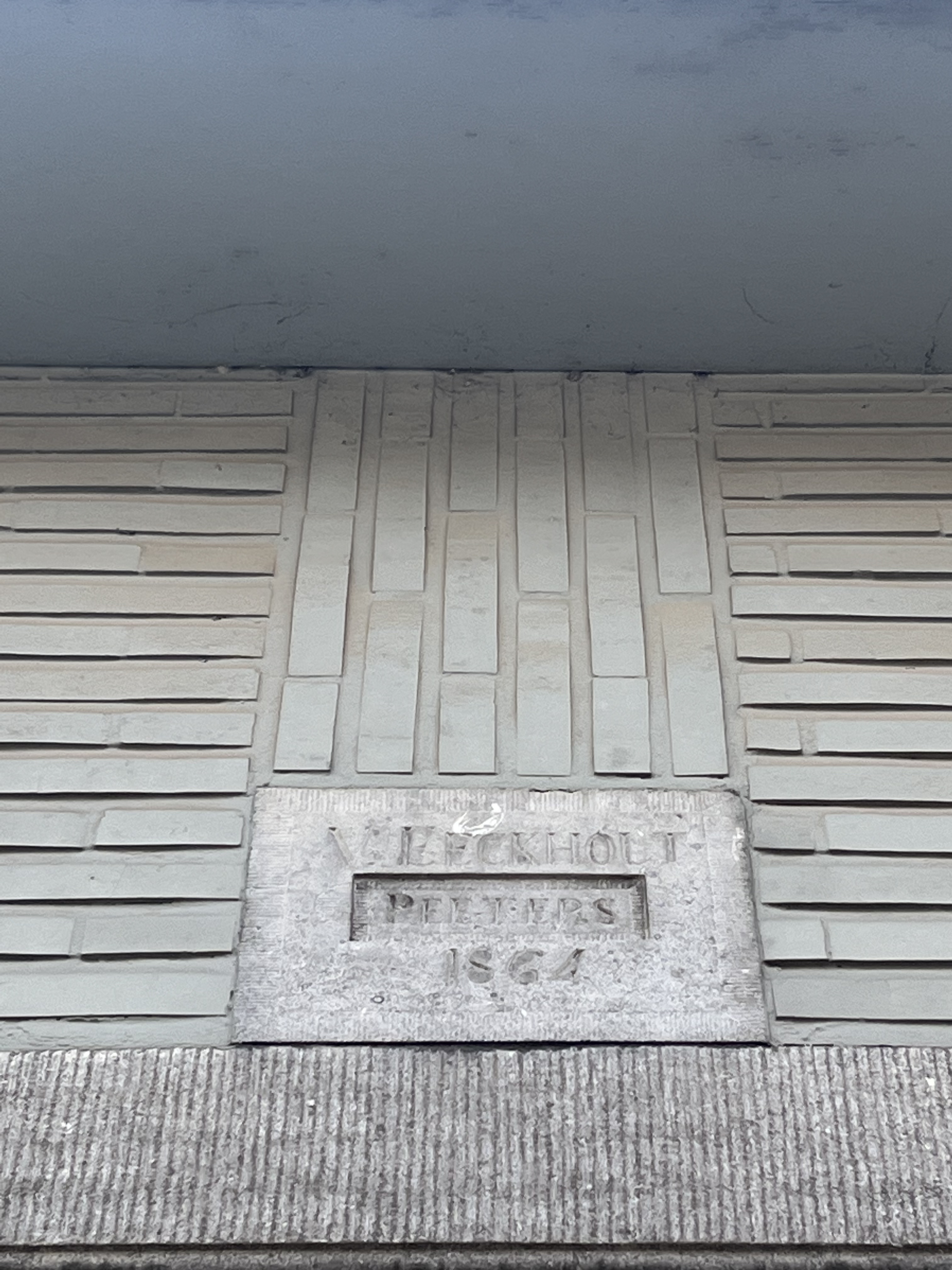
Bewaard gebleven leisteen met opschrift stichters V. Eeckhout - Peeters uit 1864

## Hedendaagse bestemming van het perceel
Aan het begin van de 21ste eeuw nam de gemeente de beslissing om de molen een nieuwe bestemmingsrichting in te blazen. Het molenaarshuis krijgt een herbestemming tot vergaderzaal met een aanpalende, openbare bibliotheek en een jeugdontmoetingstehuis waar tot op heden educatieve lesmomenten worden georganiseerd. Het binnengebied is heraangelegd en fungeert als ruggengraat en verbindingsplek tussen de dorpskern en de molen. De molen zelf werd tussen 2011 en 2015 gerestaureerd, maar is hierbij steeds afgesloten geweest voor het grote publiek. De aanwezige stallen werden omgebouwd tot opslagruimtes voor de diverse culturele verenigingen die de gemeente telt. In 2015 werd de site rondom de Pattatenmolen opnieuw ingehuldigd. De gerestaureerde, aanpalende molenaarswoning is te huur voor diverse activiteiten. Tevens werden enkele herdenkingsmonumenten aangebracht ter nagedachtenis van de Eerste Wereldoorlog.

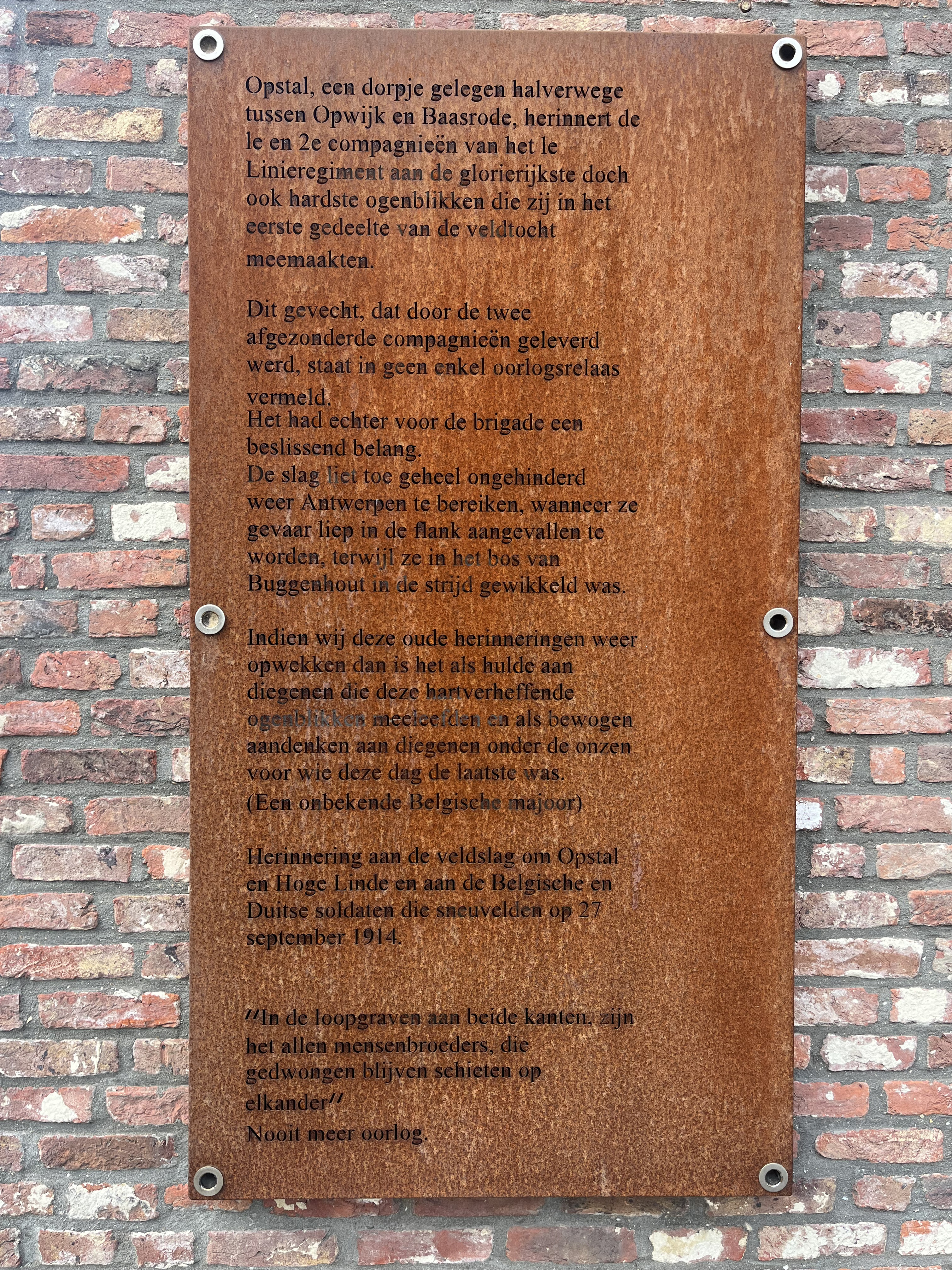
Gietijzeren gedicht ter nagedachtenis aan de Eerste Wereldoorlog
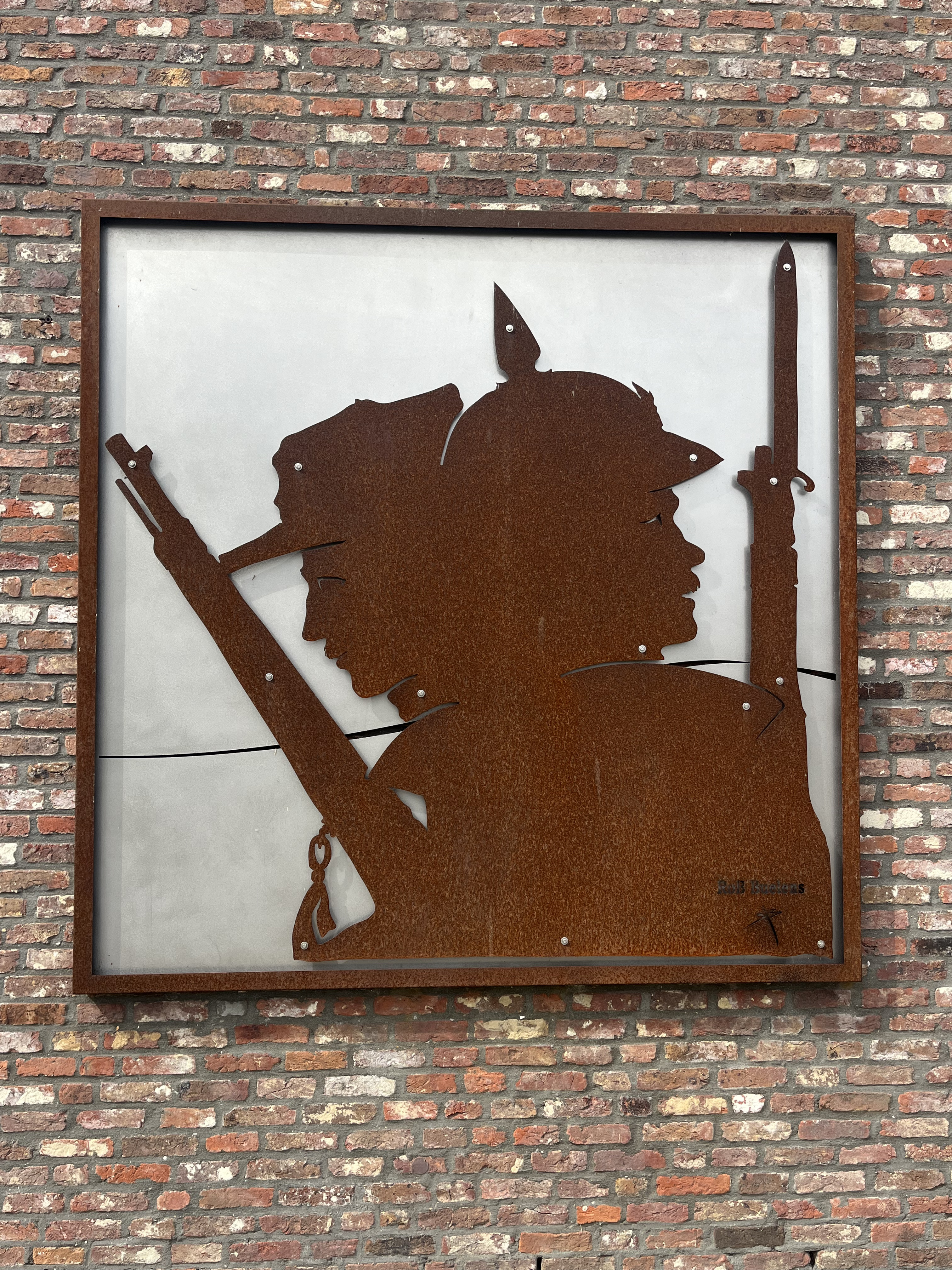
Gietijzeren kunstwerk ter nagedachtenis aan de Eerste Wereldoorlog

- Inventaris van het Bouwkundig Erfgoed (Vlaanderen): 44583